# Tofieldia coccinea
Tofieldia coccinea — багаторічна трав'яниста приполярно-альпійська рослина родини Тофільдієві (Tofieldiaceae). Етимологія: грец. κόκκος — плід кермесового дуба, грец. -ινηοϛ — прикметниковий суфікс, який вказує на композицію, колір.

## Опис
Стебла 2–20 см. Листові пластини до 7.5 см × 3.5 мм. Суцвіття відкриті до щільних, 5–30 квіткові, 0.5–2.5 см. Квіти: оцвітини зеленуваті, з відтінками від рожево-кремового до глибоко-малинового, 2–2.5 мм, внутрішні трохи довші, ніж зовнішні, тичинки ± дорівнюють або трохи довші, ніж оцвітина. Капсули від широко яйцеподібних до кулястих, 2–2.3 мм. Насіння приблизно лінійно-веретеноподібні, рідко еліпсоїдні, (0.8)1 мм.

## Поширення
Азія: Китай, Японія, Корея, Росія, Монголія; Північна Америка: Канада; США, Гренландія. Також культивується. Росте вздовж потоків, часто на вапняних ґрунтах. Населяє від вологих до сухих відкритих зон, як правило, вапняні.

## Галерея

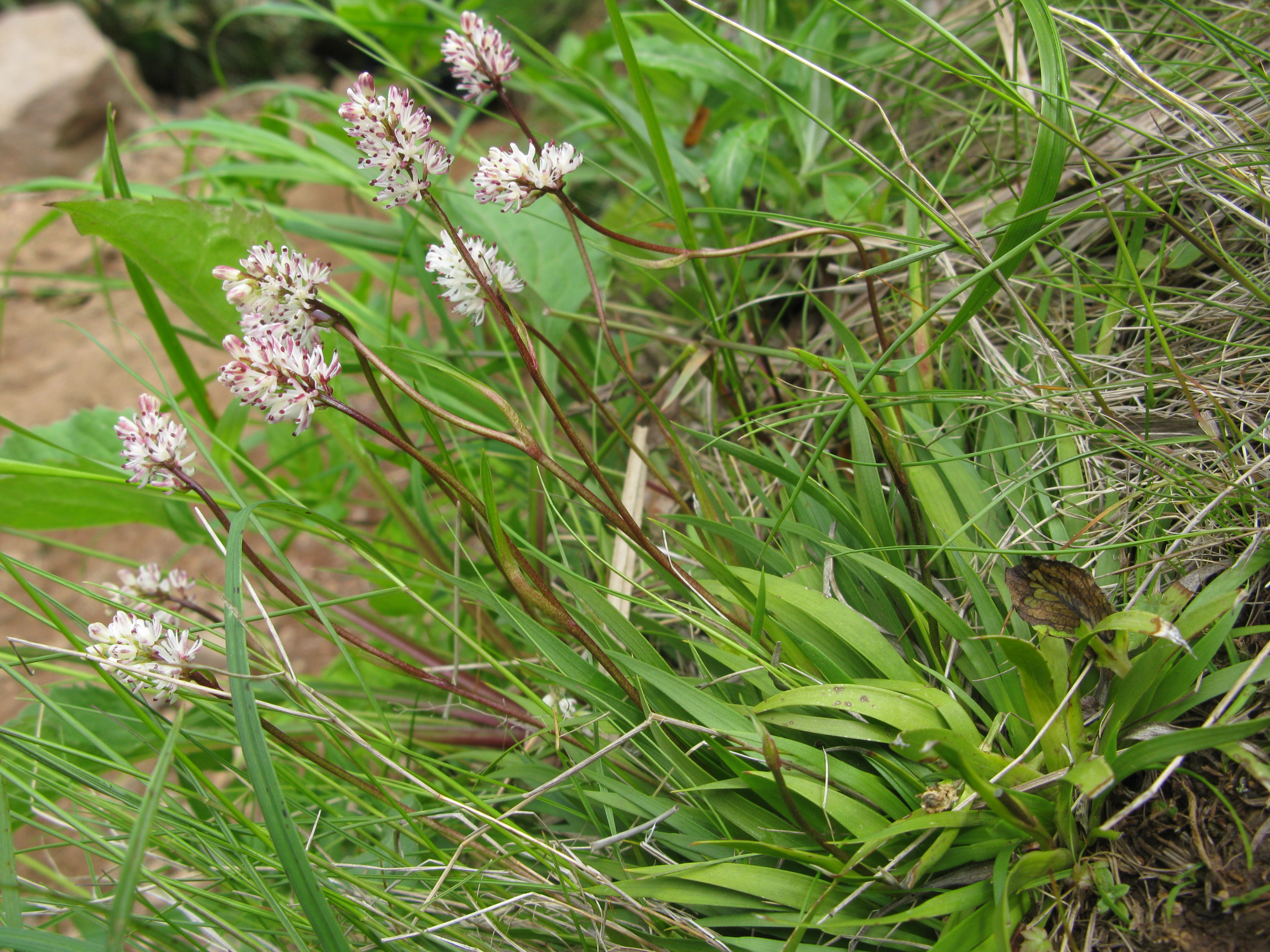
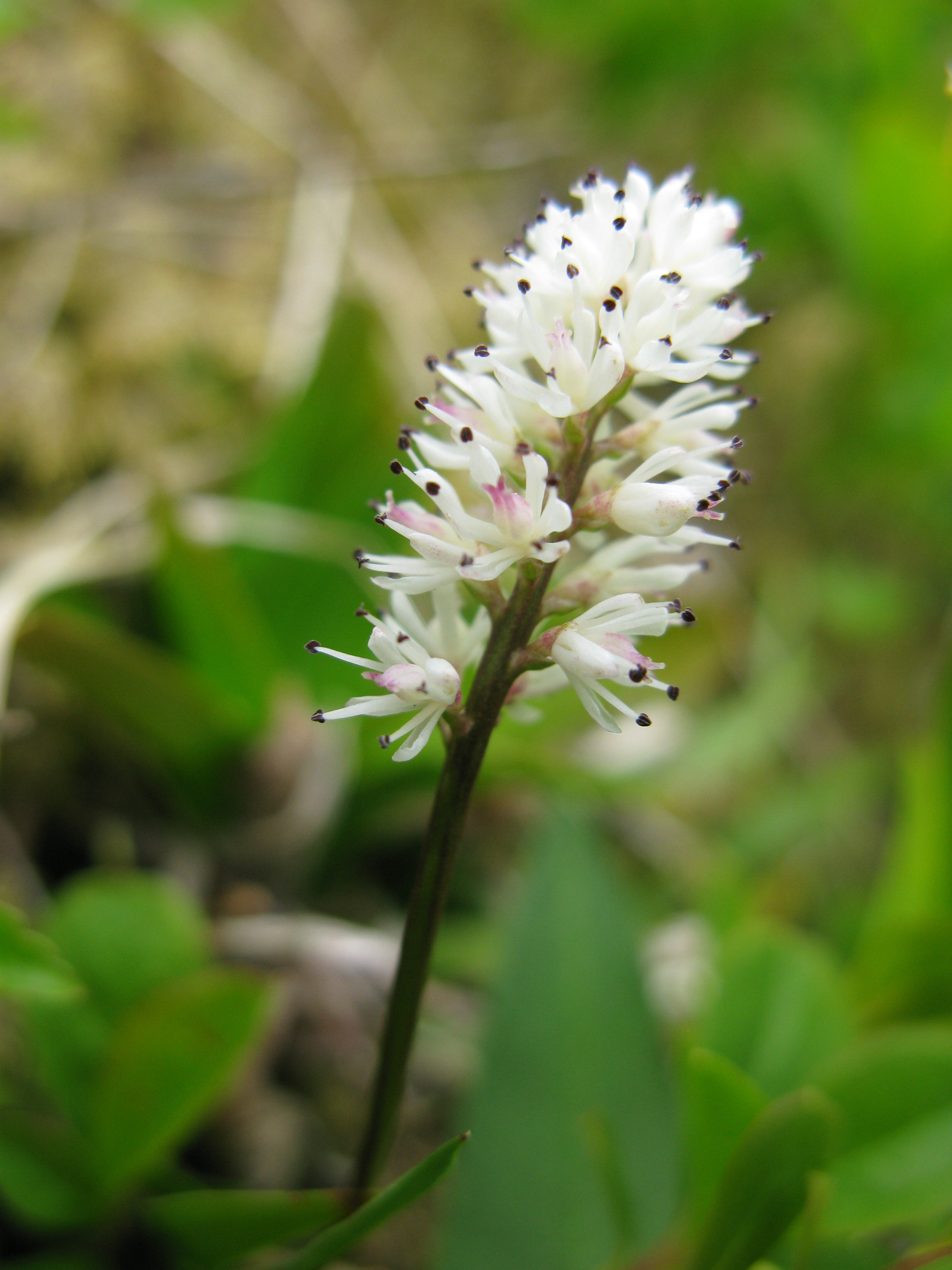